# Air de cour
L’air de cour est un genre  musical qui naît en France à la fin du XVIe siècle et qui va s'épanouir jusqu'au milieu du XVIIe siècle où il disparaîtra assez rapidement.

## Histoire
Le terme air de cour apparaît pour la première fois en 1571 dans un recueil composé par le luthiste Adrian Le Roy. Tout d'abord, il désigne des polyphonies à 4 ou 5 voix, strophiques, dans un style homophone pour permettre une meilleure compréhension du texte. Très vite, cependant, les compositeurs ne vont garder que le superius, le reste de la polyphonie étant alors retranscrit en tablature de luth ou de clavier. De ce fait, l'air de cour deviendra une des formes affluentes de la monodie accompagnée.

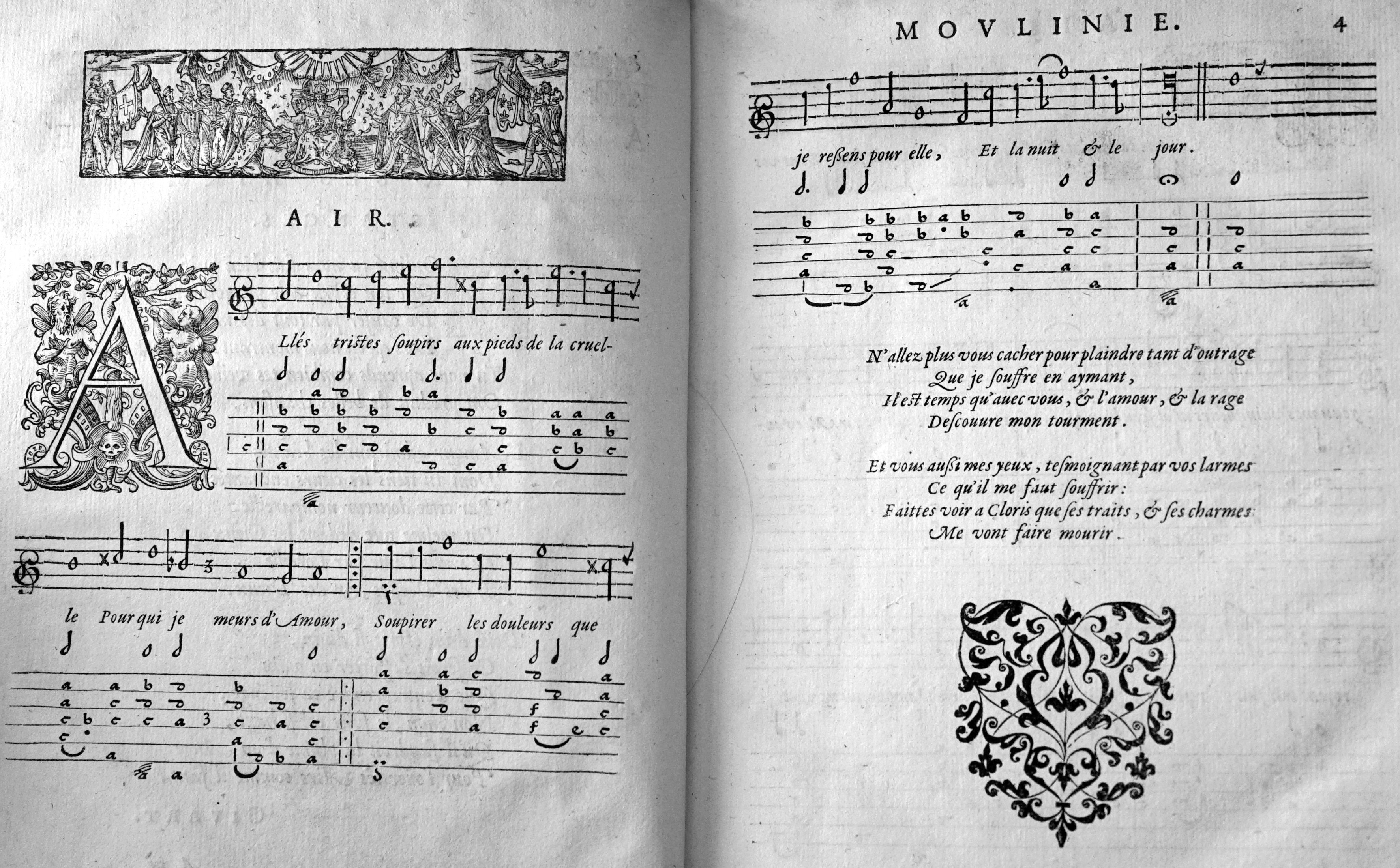
Air de cour avec tablature de luth, 1624, Moulinié.

Durant la première moitié du XVIIe siècle, l’air de cour a enchanté l’aristocratie parisienne, tant dans l’entourage royal que dans le microcosme des salons féminins. Musiciens du roi, du duc d’Orléans ou du cardinal de Richelieu, les compositeurs ont su également adapter l’air de cour aux exigences des ballets dans lesquels il prend les visages les plus variés : pastoral, tragique ou bouffon. L’art de Pierre Guédron, d'Antoine Boësset ou d'Étienne Moulinié a permis au chant français de trouver la voie de l’expression dramatique et de la déclamation musicale, qui s'épanouira plus tard dans la tragédie lyrique, au temps de Louis XIV et de Jean-Baptiste Lully.
Les principaux compositeurs sont Pierre Guédron (1565-1620), successeur de Claude Le Jeune comme surintendant de la musique de la chambre du roi, Antoine Boësset (1587-1643) son successeur, Étienne Moulinié (1599-1676), chef de la musique de Monseigneur le duc d'Orléans, frère unique du roi, Michel Lambert (1610-1696), Jean Boyer, Gabriel Bataille, Nicolas Le Vavasseur, Paul Auget, François de Chancy, Jean de Cambefort, François Richard, Nicolas Signac, François de La Roche...

## Caractéristiques musicales
L'air de cour est en général écrit pour voix et luth. On le dit également descendant de la chanson appelée voix de ville ou vaudeville, il garde une mélodie et une mesure simple. L'écriture vocale est syllabique et souvent conjointe, pour permettre de mieux comprendre le texte. La forme est en général strophique, chaque strophe se divisant en deux parties, la deuxième pouvant être un refrain.
L'influence du chant italien se fait sentir au début du XVIIe siècle, avec ses formes ornementées, mettant en évidence la voix seule soutenue par un instrument harmonique (luth, chitarrone, épinette..). L'ornementation s'intègre alors à l'air de cour pour pallier la monotonie de l'écriture strophique, et celui-ci prend graduellement toutes les caractéristiques d'une musique savante, précieuse, servie par les meilleurs compositeurs et les meilleurs chanteurs. Il existera simultanément sous forme polyphoniques (à 4 ou 5 voix) ou sous forme réduite pour voix et luth. En 1629, Moulinié fait paraître les premiers doubles ornés : comme dans le cas des danses, il s'agit de la même mélodie mais richement ornée et diminuée.

#### Ouvrages
- André Hodeir, Les formes de la musique (Que sais-je? n°478), Presses Universitaires de France, 1951, 128 p. (ISBN 978-2-13-059479-6)
- François Lesure et Geneviève Thibault. Bibliographie des éditions d'Adrian Le Roy et Robert Ballard (1551-1598). Paris, 1955.
- Georgie Durosoir, L'Air de cour en France, 1571-1655, Liège, Mardaga, 1991, 462 p. (ISBN 978-2-87-009400-6)
- André Verchaly, Airs de cour pour voix et luth (1603-1643). Transcription avec une introduction et des commentaires..., Paris, Publications de la Société française de musicologie, Heugel, 1978 (1re éd. 1961), 71-209 p. (édition critique, établie avec l'aide du CNRS)
- Gérard Denizeau. Les genres musicaux, vers une nouvelle histoire de la musique. Paris : Larousse, 2005.  (ISBN 978-2-03-582652-7).

#### Thèse universitaire
- Nahéma Khattabi, De la chanson à l'air de cour : édition et mutations du répertoire profane en France (1555-1624), Université de Poitiers, 2014 (présentation en ligne), direction Isabelle His

#### Article
- Nahéma Khattabi, « Du voix de ville à l’air de cour : les enjeux sociologiques d’un répertoire profane dans la seconde moitié du XVIe siècle », Seizième Siècle, Société Française d'Etude du Seizième Siècle, vol. 9, no 1,‎ 2013, p. 157-170 (lire en ligne)

### Discographie
- Vincent Dumestre et le Poème Harmonique, Si tu veux apprendre les pas à danser..., Alpha 905 (trois cd parus séparément : Alpha 005, 019, et 057)